# Mesudus
Mesudus es un género de arañas araneomorfas de la familia Desidae. Se encuentra en  Nueva Zelanda.

## Lista de especies
Según The World Spider Catalog 12.0:
- Mesudus frondosus (Forster, 1970)
- Mesudus setosus (Forster, 1970)
- Mesudus solitarius (Forster, 1970)